# 伊予吉田站
伊予吉田站（日语：／ Iyo-yoshida eki */?）是一位於日本愛媛縣宇和島市吉田町，隸屬於四國旅客鐵道（JR四國）的鐵路車站，車站編號為U26。本站停靠所有級別列車，亦是進入予讚線終點前的最後一個特急列車停車站。由於日本國鐵時代多個車站都曾稱為「吉田站」，而多個私鐵亦設有「吉田站」，於是本站在開業時，已附加了舊令制國名稱「伊予」以作識別。

## 車站結構
單層木製建築一座，面積比起四國內的一般車站站舍為細，至開站以來一直保存至今，並曾經作過翻新工程。
站舍中央為出入口，並能直通至改扎口；右側為候車大堂；左側後方原為站務室，1986年無人化時已經停用，並改為儲物室，後來在窗口旁增設了能發售特急劵的自動售票機。至於左側前方則曾開設JR四國旗下的便利商店「四國Kiosk」，但已結業多年，閘門等設施亦隨站舍翻新時拆去及封掉。
設有側式月台2個，1號月台為本線，2號月台為側線，月台間以行人天橋連接。2號月台曾為島式月台，並設有3號月台，相關路軌早已撒去。同時1號月台前方位置過往亦設有為貨車停泊的側線及貨物月台，同樣亦早已拆掉。有效長度為4輛。然而每朝由宇和島開出的「潮風、石鎚」10號為7輛（或8輛）編成列車，因此到站時需要採用部份車門打開裝置。

### 月台配置
| 月台 | 路線    | 方向 | 目的地                               | 備註 |
| ---- | ------- | ---- | ------------------------------------ | ---- |
| 1    | ■予讚線 | 上行 | 八幡濱、伊予市、松山、高松、岡山方向 |      |
| 2    | ■予讚線 | 下行 | 宇和島方向                           |      |

## 歷史
- 1941年7月2日：開業。
- 1986年3月3日：無人化。
- 1987年4月1日：日本國鐵分割民營化，車站的營運由JR四國繼承。
- 2011年3月12日：所有特急列車均停靠。

## 相鄰車站
四國旅客鐵道（JR四國）
■予讚線
■特急「宇和海」
卯之町（U22） - 伊予吉田（U25） - 宇和島（U28）
■普通
立間（U24）－伊予吉田（U25）－高光（U26）

## 外部連結
- JR四國伊予吉田站